# Ratpenat nasofoliat de Yenbutra
El ratpenat nasofoliat de Yenbutra (Hipposideros halophyllus) és una espècie de ratpenat de la família dels rinolòfids. És endèmic de Tailàndia.